# Bóng đá tại Đại hội Thể thao Bán đảo Đông Nam Á 1965
Giải bóng đá tại Đại hội Thể thao Bán đảo Đông Nam Á 1965 diễn ra từ ngày 15 đến ngày 21 tháng 12 năm 1965 tại Kuala Lumpur, Malaysia.

## Địa điểm thi đấu
- Sân vận động Merdeka, Kuala Lumpur

## Giải đấu

### Vòng bảng
| Thái Lan | 2–1 | Việt Nam Cộng hòa |
| -------- | --- | ----------------- |
|          |     |                   |

| Miến Điện | 1–0 | Singapore |
| --------- | --- | --------- |
|           |     |           |

| Việt Nam Cộng hòa                                                    | 5–1 | Singapore      |
| -------------------------------------------------------------------- | --- | -------------- |
| Nguyễn Văn Long 15', 41', 72' · Trần Chánh 32' · Quang Kim Phụng 78' |     | Rahim Omar 27' |

Singapore bỏ cuộc sau trận đấu thứ hai của họ, chỉ còn lại bốn đội trong giải đấu nên bảy trận đấu vòng bảng còn lại bị hủy. Miến Điện, Malaysia, Thái Lan và Việt Nam Cộng hòa nghiễm nhiên vào bán kết.

### Vòng đấu loại trực tiếp

#### Nhánh đấu
|  | Bán kết           | Bán kết   |               |   | Chung kết | Chung kết |
|  |                   |           |               |   |           |           |
|  | 18 tháng 12       |           |               |   |           |           |
|  |                   |           |               |   |           |           |
|  | Thái Lan          | 2         |               |   |           |           |
|  | Thái Lan          | 2         | 22 tháng 12   |   |           |           |
|  | Việt Nam Cộng hòa | 0         |               |   |           |           |
|  | Việt Nam Cộng hòa | 0         | Thái Lan      | 2 |           |           |
|  | 18 tháng 12       |           | Thái Lan      | 2 |           |           |
|  |                   | Miến Điện | 2             |   |           |           |
|  | Malaysia          | Miến Điện | 2             | 0 |           |           |
|  | Malaysia          |           |               | 0 |           |           |
|  | Miến Điện         | 2         |               |   |           |           |
|  | Miến Điện         | 2         | Tranh hạng ba |   |           |           |
|  |                   |           |               |   |           |           |
|  | 20 tháng 12       |           |               |   |           |           |
|  |                   |           |               |   |           |           |
|  | Việt Nam Cộng hòa | 2         |               |   |           |           |
|  | Việt Nam Cộng hòa | 2         |               |   |           |           |
|  | Malaysia          | 0         |               |   |           |           |

#### Bán kết
| Thái Lan                                       | 2–0 | Việt Nam Cộng hòa |
| ---------------------------------------------- | --- | ----------------- |
| Praderm Maungkasem 57' · Yonyong Manongkai 64' |     |                   |

| Miến Điện                     | 2–0 | Malaysia |
| ----------------------------- | --- | -------- |
| Maung Myint ?' · Than Nwin ?' |     |          |

#### Tranh huy chương đồng
| Malaysia | 0–2 | Việt Nam Cộng hòa |
| -------- | --- | ----------------- |
|          |     |                   |

#### Tranh huy chương vàng
| Miến Điện | 2–2                                         | Thái Lan |
| --------- | ------------------------------------------- | -------- |
|           | Miến Điện và Thái Lan đồng vô địch giải này |          |

## Các nhà vô địch
| Đồng vô địch Bóng đá nam SEAP Games 1965 Miến Điện Lần đầu tiên |

| Đồng vô địch Bóng đá nam SEAP Games 1965 Thái Lan Lần đầu tiên |

## Bảng xếp hạng chung cuộc
| VT | Đội               | ST | T | H | B | BT | BB | HS | Đ | Kết quả cuối cùng |
| -- | ----------------- | -- | - | - | - | -- | -- | -- | - | ----------------- |
| 1  | Thái Lan          | 3  | 2 | 1 | 0 | 6  | 3  | +3 | 5 | Huy chương vàng   |
| 2  | Miến Điện         | 3  | 2 | 1 | 0 | 5  | 2  | +3 | 5 | Huy chương vàng   |
| 3  | Việt Nam Cộng hòa | 4  | 2 | 0 | 2 | 8  | 5  | +3 | 4 | Huy chương đồng   |
| 4  | Malaysia (H)      | 2  | 0 | 0 | 2 | 0  | 4  | −4 | 0 | Hạng tư           |
| 5  | Singapore         | 2  | 0 | 0 | 2 | 1  | 6  | −5 | 0 | Bỏ cuộc           |

## Danh sách huy chương
| Vàng                 | Bạc      | Đồng              |
| -------------------- | -------- | ----------------- |
| Miến Điện & Thái Lan | Không có | Việt Nam Cộng hòa |